# قباق تبة (ميانة)
قباق‌ تبة هي قرية في مقاطعة ميانة، إيران. عدد سكان هذه القرية هو 509 في سنة 2006.